# 전립선암의 관리
전립선암 치료에는 적극적 감시, 외과, 방사선 치료 - 여기에는 근접치료 (전립선 근접치료) 및 외부 방사선 요법, 양성자 치료, 고강도 집속 초음파 (HIFU), 냉동수술, 호르몬 요법, 화학요법 또는 이들의 조합이 포함될 수 있다. 치료는 생존 기반 개입으로도 확장된다. 이러한 개입은 신체적 증상, 심리적 증상, 감시, 건강 증진 및 치료 조정을 포함한 다섯 가지 영역에 중점을 둔다. 그러나 출판된 검토에 따르면 신체적, 심리적 증상 관리 및 건강 증진을 목표로 하는 개입에 대해서만 높은 수준의 증거가 발견되었으며, 치료 조정이나 감시에 대한 개입에 대한 검토는 없었다. 선호되는 치료 옵션은 질병의 단계, 글리슨 점수 및 PSA 수준에 따라 달라진다. 다른 중요한 요소로는 남성의 나이, 전반적인 건강 상태, 잠재적인 치료법 및 가능한 부작용에 대한 생각 등이 있다. 모든 치료는 발기부전 및 요실금과 같은 상당한 부작용을 가질 수 있기 때문에, 치료 논의는 종종 치료 목표와 생활 방식 변경의 위험 사이의 균형을 맞추는 데 초점을 맞춘다.
암이 전립선을 넘어 퍼진 경우 치료 옵션은 크게 달라지므로, 전립선암을 치료하는 대부분의 의사는 다양한 노모그램을 사용하여 전이 가능성을 예측한다. 일반적인 대기/적극적 감시, HIFU, 외부 방사선 요법, 근접치료, 냉동수술 및 외과적 치료는 암이 전립선 내에 남아 있는 남성에게 일반적으로 제공된다. 임상의는 전립선을 넘어 퍼진 질병에 대해 호르몬 요법과 화학요법을 남겨둘 수 있다. 그러나 예외도 있다. 방사선 요법은 일부 진행된 종양을 치료할 수 있고, 호르몬 요법은 일부 초기 단계 종양을 치료할 수 있다. 의사들은 초기 치료가 실패하고 암이 진행될 경우 냉동요법 (종양을 동결시키는 과정), 호르몬 요법 또는 화학요법을 제안할 수도 있다.

## 적극적 감시
적극적 감시는 침습적 치료 없이 관찰과 정기적인 모니터링을 의미한다. 전립선 질환의 맥락에서 이는 일반적으로 정기적인 PSA 혈액 검사와 전립선 생검을 포함한다. 적극적 감시는 초기 단계의 느리게 성장하는 전립선암이 의심될 때 종종 사용된다. 그러나 외과, 방사선 치료 또는 호르몬 요법의 위험이 가능한 이점보다 클 경우 경과 관찰이 제안될 수도 있다. 증상이 나타나거나 암 성장이 가속화되는 징후가 있을 경우 다른 치료를 시작할 수 있다.
초기 단계 종양에 대해 적극적 감시를 선택한 남성 중 약 3분의 1은 결국 종양 진행 징후를 보이며, 3년 이내에 치료를 시작해야 할 수도 있다. 적극적 감시를 선택한 남성은 외과, 방사선 및 기타 치료의 위험을 피할 수 있다. 질병 진행 및 전이(암의 확산) 위험은 증가할 수 있지만, PSA 추세에 따라 일반적으로 1~2년마다 PSA 평가 및 반복 전립선 생검을 포함한 감시 프로그램이 면밀히 따르면 이러한 위험 증가는 작다.
2011년 연구 결과에 따르면 적극적 감시는 고령의 '저위험' 환자에게 가장 좋은 선택이라고 한다.

## 외과
전립선의 외과적 제거, 즉 전립샘절제술은 초기 단계 전립선암 또는 방사선 치료에 반응하지 않은 암에 대한 일반적인 치료법이다. 가장 일반적인 유형은 외과 의사가 복부 절개를 통해 전립선을 제거하는 근치적 치골상부 전립샘절제술이다. 다른 유형은 외과 의사가 음낭과 항문 사이의 피부인 회음에 절개를 통해 전립선을 제거하는 근치적 회음부 전립샘절제술이다. 근치적 전립샘절제술은 외과 로봇의 도움을 받거나 받지 않고 복부에 작은 (1cm) 절개를 연속적으로 하여 복강경으로도 수행할 수 있다.

### 근치적 전립샘절제술
근치적 전립샘절제술은 전립선을 넘어 퍼지지 않은 종양에 효과적이다. 완치율은 PSA 수준 및 글리슨 등급과 같은 위험 요소에 따라 달라진다. 그러나 이는 신경 손상을 유발하여 전립선암 생존자의 삶의 질을 현저히 저하시킬 수 있다. 근치적 전립샘절제술은 대안 치료인 외부 방사선 요법보다 성기능 감소가 크고 요실금 (주로 스트레스 요실금)이 증가하는 것과 관련이 있다.
근치적 전립선 절제술은 전통적으로 암이 전립선에 국한되었을 때 단독으로 사용되었다. 병리학적으로 양성 절연 또는 국소적으로 진행된 질병이 발견된 경우, 보조 방사선 요법은 생존율을 향상시킬 수 있다. 방사선 요법에 암이 반응하지 않을 때도 수술이 제안될 수 있다. 그러나 방사선 요법은 조직 변화를 유발하기 때문에 방사선 후 전립선 절제술은 합병증의 위험이 더 높다.
근치적 전립선 절제술의 부작용을 피하기 위해 의사들은 관찰 및 완화 치료 또는 필요에 따라 일부 국소 치료와 함께 적극적인 모니터링을 포함하는 지연된 치료를 권장할 수 있다. 관찰 및 완화 치료와 비교했을 때, 근치적 전립선 절제술은 전립선암으로 인한 사망을 포함하여 모든 원인으로 인한 사망 위험을 감소시킬 가능성이 있다. 근치적 전립선 절제술과 적극적인 모니터링 사이에 전립선암을 포함한 모든 원인으로 인한 사망 위험은 동일할 가능성이 있다. 수술은 또한 암이 전이되거나 더 공격적으로 변할 위험을 감소시킬 가능성이 있다. 발기 부전 및 소변 누출은 적극적인 모니터링 또는 관찰을 받는 환자보다 수술을 받는 환자에게 더 흔할 가능성이 있다.

#### 복강경 접근법
복강경 근치적 전립샘절제술(LRP)은 치료를 목적으로 전립선에 외과적으로 접근하는 새로운 방법이다. 개복 수술 형태의 전립선암 수술과 대조적으로, 복강경 근치적 전립샘절제술은 더 작은 절개를 필요로 한다. 소형화, 광섬유와 같은 현대 기술에 의존하는 복강경 근치적 전립샘절제술은 최소 침습적 전립선암 치료이지만 기술적으로 까다롭고 미국에서는 거의 수행되지 않는다.

#### 로봇 보조
일부에서는 경험이 풍부한 외과 의사의 손에 의해 로봇 보조 복강경 전립선 절제술(RALP)이 후향적 연구에 따르면 전립선암 환자 중 근치적 치골상부 전립샘절제술(RRP)에 비해 양성 수술 절연을 줄일 수 있다고 믿는다. 상대 위험 감소는 57.7%였다. 이 연구의 환자와 유사한 위험을 가진 환자들(RRP 후 양성 수술 절연을 가진 환자의 35.5%)의 경우, 이는 20.5%의 절대 위험 감소로 이어진다. 한 명의 환자가 이점을 얻기 위해 4.9명의 환자를 치료해야 한다(치료 필요 수 = 4.9). 다른 최근 연구들은 RALP가 양성 절연의 훨씬 더 높은 비율을 초래한다고 보여주었다. 다른 연구들은 로봇 수술과 개복 수술 사이에 차이가 없다고 보여주었다. 한 검토는 전립선암 남성에서 RALP와 개복 근치적 전립선 절제술을 비교한 연구들의 증거를 포괄적으로 분석했으며, 이 암으로 인한 사망률 감소, 재발 또는 모든 원인으로 인한 사망률에서 차이가 없음을 발견했다. 두 시술의 삶의 질은 요로 및 성 기능과 관련하여 유사할 것이며, 수술 후 합병증에는 차이가 없는 것으로 보인다. 로봇 수술은 수술 직후의 수술 후 통증, 더 짧은 입원 기간 및 더 적은 수혈 필요성에 작은 영향을 미 미칠 수 있다.
이 수술과 관련된 일반적인 문제 중 하나는 수술 중 삽입된 카테터를 제거한 후 6-12개월 동안 발생하는 요실금 또는 소변 누출이다. RALP를 사용할 때, 외과의는 표준 접근 방식을 따르거나 방광 앞부분과 복벽 뒷부분 사이의 조직 연결을 자르지 않는 레티우스 보존 RALP 접근 방식을 사용할 수 있다. 레티우스 보존 RALP는 카테터 제거 후 1주일 이내에 요실금을 개선할 수 있지만, 암이 재발할 수 있는 양성 수술 절연을 남길 가능성이 더 높을 수 있다. 레티우스 보존 RALP는 또한 수술 후 3-6개월 사이에 소변 누출을 줄일 수 있지만, 12개월에는 요실금은 유사할 가능성이 있다.

### 경요도 절제술
전립선 경요도 절제술은 방광에서 음경으로 가는 관(요도)이 전립선 비대로 막혔을 때 시행하는 외과적 시술로 흔히 "TURP"라고 불린다. 일반적으로 TURP는 전립선비대증에 시행되며, 전립선암의 확정적인 치료는 아니다. TURP 중에는 작은 기구(방광경)를 음경에 삽입하고, 막고 있는 전립선을 지짐술로 잘라낸다.

### 냉동수술
냉동수술은 전립선암을 치료하는 최소 침습적 방법으로, 전립선에 동결 온도를 가한다. 초음파 유도하에 금속 막대를 회음 피부를 통해 전립선에 삽입한다. 고도로 정제된 아르곤 가스를 사용하여 막대를 냉각시켜 주변 조직을 -186 °C (-302 °F)로 동결시킨다. 전립선 세포 내의 물이 얼면서 세포는 죽는다. 요도는 따뜻한 액체로 채워진 카테터로 동결로부터 보호된다. 전신마취는 냉동수술에 덜 일반적으로 사용되므로 외래 진료 환경에서 종종 수행될 수 있다.
냉동수술이 방사선 요법에 비해 전립선암의 삶의 질과 사망률을 개선하는지는 불분명하다. 냉동수술과 관련된 잠재적인 부작용으로는 요로 정체, 요실금, 회음부, 음경 또는 음낭의 통증이 포함된다. 발기 부전은 최대 90%의 경우에 발생한다. 방사선 치료에 비해 심각한 부작용의 가능성은 불분명하다. 냉동수술은 근치적 전립선 절제술보다 덜 침습적이다.

### 고환의 외과적 제거
암이 전립선을 넘어 전이된 전이성 질환의 경우, 고환을 제거하는 것(고환절제술)은 테스토스테론 수치를 낮추고 암 성장을 제어하기 위해 시행될 수 있다. (아래 호르몬 요법 참조).

### 외과적 합병증
수술의 가장 흔하고 중대한 합병증은 발기부전과 요실금이다. 이 두 가지 합병증의 보고된 발생률은 크게 다르다.

#### 발기부전
음경 감각과 오르가슴을 얻는 능력은 대개 손상되지 않지만, 발기와 사정은 종종 손상된다. 실데나필 (비아그라), 타달라필 (시알리스) 또는 바데나필 (레비트라)과 같은 약물은 어느 정도 성기능을 회복시킬 수 있다. 전립선 절제술 후 발기 부전으로 어려움을 겪는 남성의 경우, 정해진 스케줄에 따라 약물을 복용하는 것이 필요할 때마다 약물을 복용하는 것과 유사한 자가 보고된 발기율 및 질을 초래할 수 있다. 두 가지 약물 사용 유형 모두 심각한 원치 않는 부작용의 발생률이 유사할 수도 있다. 장기에 국한된 질병을 가진 대부분의 남성의 경우, 더 제한적인 "신경 보존" 기술은 요실금 및 발기부전을 줄이는 데 도움이 될 수 있다.

#### 요실금
근치적 전립선 절제술, 전립선 경요도 절제술(TURP) 및 방사선 요법은 남성 스트레스 요실금의 주요 원인이며, 근치적 전립선 절제술이 가장 큰 원인이다. 대부분의 경우, 요실금은 보존적 치료로 12개월 이내에 해결된다. 요도 괄약근 또는 신경 다발의 손상과 같은 여러 요인이 작용하여 주로 스트레스 요실금을 유발할 수 있다. 스트레스 요실금은 요도 괄약근 (방광을 닫는 근육 괄약근)이 제대로 닫히지 않아 웃거나 재채기하거나 기침하는 등 복부 압력이 평소보다 높아지는 상황에서 소변이 새는 현상이다.
골반기저근 훈련(케겔 운동)과 같은 보존적 치료는 요실금 개선을 위해 처방되었지만, 근치적 전립선 절제술 후 남성에게서 효능에 대한 증거는 의문이 제기되었다. 전립선 수술 후 남성(MAPS) 무작위 대조 시험의 정보에 따르면, 골반기저근 훈련은 요실금 개선에 치료적 또는 비용 효율적인 것으로 입증되지 않았다.틀:Non-primary source needed
다른 치료법으로는 음경 집게, 경요도 보충제, 카테터 사용 등이 있지만, 가장 일반적으로 사용되는 외과 치료법은 요도 슬링 또는 인공 요도 괄약근 삽입이다. 전립선 수술 후 중등도에서 중증의 스트레스 요실금을 겪는 사람들에게는 다른 모든 보존적 조치가 실패한 후 인공 요도 괄약근이 선택되는 치료법이다.

## 방사선 치료
방사선 치료는 방사선 요법이라고도 하며, 종종 모든 단계의 전립선암을 치료하는 데 사용된다. 또한 수술이 암을 완치하는 데 성공하지 못했을 경우 수술 후에도 종종 사용된다. 방사선 요법은 이온화 방사선을 사용하여 전립선암 세포를 죽인다. 조직에 흡수될 때, 감마선 및 X선과 같은 이온화 방사선은 암 세포의 DNA를 손상시켜 세포사멸(세포 죽음) 가능성을 높인다. 정상 세포는 방사선 손상을 복구할 수 있는 반면, 암 세포는 그렇지 않다. 방사선 요법은 이 사실을 이용하여 암을 치료한다. 전립선암 치료에 사용되는 방사선 요법에는 외부 방사선 요법과 근접치료 (특히 전립선 근접치료)가 포함된다.

### 외부 방사선 요법

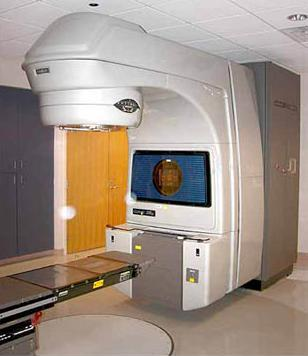
이 선형 가속기와 같은 외부 방사선 요법은 전립선암에 사용된다.

외부 방사선 요법(EBRT)은 선형 가속기를 사용하여 전립선을 향해 고에너지 X선을 방출한다. IMRT(방사선 강도 변조 방사선 치료)라는 기술은 방사선 빔을 종양의 형태에 맞게 조정하여 방광과 직장에 손상을 덜 주면서 전립선과 정낭에 더 높은 선량을 투여할 수 있게 한다. 외부 방사선 요법은 일반적으로 몇 주 동안 매일 방사선 치료 센터를 방문하여 시행된다. IMRT와 같은 새로운 유형의 방사선 요법은 기존 치료법보다 부작용이 적다. 그러나 단기적으로 EBRT는 급성 요폐쇄 및 장 증상 악화와 관련이 있었다. 이러한 증상은 시간이 지남에 따라 감소하는 것으로 나타났다. 미국 내 36개 센터는 현재 X선 대신 양성자를 사용하여 암세포를 죽이는 양성자 치료를 전립선암에 사용하고 있다. 연구자들은 또한 전립선암을 치료하기 위한 정위 신체 방사선 요법(SBRT) 유형을 연구하고 있다.

### 근접치료
영구 삽입 근접치료는 낮은 위험에서 중간 위험 특징을 가진 환자들에게 인기 있는 치료 선택이며, 외래 환자 기반으로 수행될 수 있고, 상대적으로 낮은 이환율과 함께 좋은 10년 결과와 관련이 있다. 이 치료는 척추 마취 또는 전신 마취 하에 회음 피부를 통해 바늘로 방사성 물질(아이오딘-125 또는 팔라듐-103과 같은)이 포함된 약 100개의 작은 "씨앗"을 종양에 직접 삽입하는 것을 포함한다. 이 씨앗들은 짧은 거리만 이동할 수 있는 저에너지 X선을 방출한다. 씨앗은 결국 불활성 상태가 되지만, 영구적으로 전립선에 남아있다. 삽입된 씨앗을 가진 남성으로부터 다른 사람에게 노출될 위험은 일반적으로 중요하지 않다고 받아들여진다. 그러나 남성들은 어린 아이들과 임산부 주변에서 특별한 일시적인 예방 조치에 대해 의사와 상담하는 것이 권장된다.

### 사용법
방사선 치료는 전립선암 치료에 흔히 사용된다. 초기 단계 전립선암의 경우 수술 대신 사용하거나 수술 후에 (보조 방사선 요법으로) 사용될 수 있다. 방사선 치료는 중간 위험 질환의 경우 호르몬 요법과 병행될 수도 있으며, 이때 수술이나 방사선 요법 단독으로는 암을 완치할 가능성이 낮다. 일부 방사선 종양학자들은 중간에서 고위험 상황에 대해 외부 방사선과 근접치료를 병행한다. 방사선 치료는 고위험 환자에게 호르몬 요법과 함께 자주 사용된다.
골반에 국한된 전립선암을 가진 64세 이상의 남성에게 더 적은 양의 방사선을 더 많이 사용하는 것(저분할)은 유사한 전체 생존율을 초래한다. 전립선암으로 인한 사망 위험이나 급성 방광 부작용의 위험은 더 긴 방사선 치료와 유사할 수 있다. 다른 사람들은 외부 방사선 요법, 근접치료 및 호르몬 요법의 "삼중 양식" 조합을 사용한다. 진행된 전립선암 단계에서는 방사선을 사용하여 통증 있는 골 전이를 치료하거나 척수 압박을 줄인다.
방사선 치료는 근치적 전립선 절제술 후 암 재발 또는 수술 중 여러 위험 요인이 발견될 경우에도 사용된다. 위험 요인이 있을 때 (양성 수술 절연, 피막 외 확장, 정낭 침범) 수술 직후 시행된 방사선 치료는 두 개의 별도 무작위 시험에서 암 재발을 줄이고 원격 전이를 감소시키며 전체 생존율을 증가시키는 것으로 입증되었다.

### 부작용
방사선 치료의 부작용은 치료 시작 후 몇 주가 지나서 나타날 수 있다. 두 가지 유형의 방사선 치료 모두 방사선 직장염으로 인해 설사와 경미한 직장 출혈을 유발할 수 있으며, 잠재적인 요실금과 발기부전도 발생할 수 있다. 증상은 시간이 지남에 따라 호전되는 경향이 있지만, 발기는 일반적으로 시간이 지남에 따라 악화된다.

전립선암 환자의 직장 방사선 손상을 줄이기 위한 새로운 방법은 전립선과 직장 사이에 흡수성 간격 유지제를 삽입하는 것이다. 

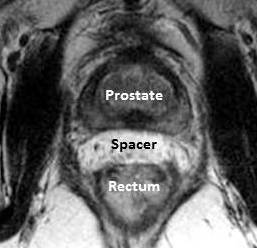
MRI는 방사선 치료 중 하이드로겔 간격 유지제가 직장을 전립선에서 밀어내는 것을 보여준다.

 이러한 간격 유지제는 일부 지역에서 상업적으로 이용 가능하며 다른 지역에서는 임상 시험 중이다. 이러한 제품은 일시적으로 해부학적 구조를 변경함으로써 주변 건강한 조직에 대한 위험을 최소화하면서 암 표적화를 개선할 수 있는 잠재력을 가지고 있다. 전립선 직장 간격 유지제는 3D 입체 조형, IMRT 및 정위 방사선, 근접치료를 포함한 모든 전립선암 방사선 치료와 호환되어야 한다.

### 외과와의 비교
여러 후향적 분석에서 근치적 전립샘절제술, 외부 방사선 요법 및 근접치료 간에 전체 생존율과 무병 생존율 결과가 유사하다는 것이 입증되었다.
그러나 최근의 후향적 연구는 60세 미만의 고등급 전립선암 남성이 방사선 치료보다 수술로 더 높은 생존율을 보인다고 제시한다.
신경 보존 수술과 방사선을 비교할 때 발기 부전 발생률은 유사하다. 방사선은 수술보다 요실금 발생률이 낮지만, 가끔 가벼운 직장 출혈 발생률은 더 높다. 외부 방사선 치료를 받은 남성은 나중에 결장암과 방광암이 발생할 위험이 약간 더 높을 수 있다.
전립선암은 일반적으로 다초점성 질환이므로, 전통적인 전립선 절제술은 전립선 전체를 제거하여 모든 국소 병변을 제거한다. 그러나 "표적 병변"이 질병 진행의 원인일 수 있다는 가설이 제기되었다. 따라서 표적 병변을 대상으로 하는 국소 치료는 전립선암을 효과적으로 치료하면서 나머지 선을 보존할 수 있다. 중재적 방사선과 의사들은 냉동절제술, 고강도 집속 초음파, 고주파 절제술 및 영상 유도를 활용하여 국소 치료를 가능하게 하는 광역동 요법과 같은 최소 침습 치료법으로 전립선암을 치료하기 시작했다. 이러한 치료법은 아직 초기 또는 실험 단계에 있지만, 조직을 보존하므로 발기부전 및 요실금과 같은 부작용을 잠재적으로 줄일 수 있다. 2015년 2월 유럽 비뇨기과 학회지에 발표된 소규모 전향적 연구는 다초점 전립선암 환자에게 HIFU를 이용한 표적 병변의 국소 치료를 평가했으며, 대부분의 남성이 비뇨생식기 기능이 기준선으로 돌아왔고 1년 후 86%의 남성이 임상적으로 유의미한 전립선암이 없었다는 것을 발견했다. 중앙값 추적 기간 17-47개월을 가진 소규모 비무작위 코호트 연구는 냉동절제술, 고강도 집속 초음파 및 광치료가 낮은 부작용 발생률과 음성 생검을 기반으로 한 83-100%의 조기 질병 제어율과 관련이 있음을 보여주었다.
HIFU를 이용한 국소 치료의 혜택을 특히 받을 수 있는 전립선암 환자는 전립선 제거 후 재발성 암을 가진 남성이다. 외과적 절제술 후 암 재발률은 15-20%에 달할 수 있다. MR 영상은 암의 조기 발견을 개선하므로, MR 유도 치료법을 재발성 질환 치료에 적용할 수 있다. 또한, 이미 구제 방사선 치료에 실패하고 남은 치료 옵션이 제한적인 남성에게는 중재적 치료법이 잠재적으로 질병을 치료할 더 많은 기회를 제공할 수 있다. 최근 연구들은 이러한 치료법의 실현 가능성을 입증했지만, 어떤 환자가 이러한 시술에 가장 적합한지 추가로 평가하고 장기적인 효능을 결정하기 위한 추가적인 작업이 필요하다.

## 고강도 집속 초음파
고강도 집속 초음파 (HIFU)는 1940년대와 1950년대에 중추신경계의 종양을 파괴하기 위한 노력으로 처음 사용되었다. 그 이후로 HIFU는 뇌, 전립선, 비장, 간, 신장, 유방 및 뼈의 악성 조직을 파괴하는 데 효과적인 것으로 나타났다.
전립선암에 대한 HIFU는 초음파를 이용하여 전립선 조직을 절제/파괴한다. HIFU 시술 중에 음파를 사용하여 전립선 조직을 가열하여 암세포를 파괴한다. 본질적으로 초음파는 전립선의 특정 영역에 집중되어 다른 조직이나 장기에 영향을 미칠 위험을 최소화하면서 전립선암을 제거한다. 음파의 초점에서의 온도는 100 °C (212 °F)를 초과할 수 있다. 그러나 HIFU에 대한 많은 연구는 HIFU 장치 제조업체 또는 제조업체 자문위원회의 구성원에 의해 수행되었다.
전립선암 HIFU에 대한 금기 사항으로는 40g보다 큰 전립선 부피가 포함되는데, 이는 표적 HIFU 파장이 전립선의 전방 및 전하부 영역에 도달하는 것을 방해할 수 있으며, HIFU 프로브의 직장 내 삽입 또는 이동을 방해할 수 있는 해부학적 또는 병리학적 조건, 그리고 HIFU 산란 및 전송 장애를 유발할 수 있는 전립선 내 고용량 석회화가 포함된다.
2012년 영국에서 41명의 환자를 대상으로 한 국소 HIFU 임상 시험에서 12개월 표적 생검에서 치료받은 남성의 77%(95% 신뢰 구간: 61–89%)에서 암의 조직학적 증거가 없었으며, 비뇨생식기 부작용 발생률이 낮게 보고되었다. 그러나 이는 77%의 남성이 전립선암에서 확정적으로 완치되었다는 것을 반드시 의미하는 것은 아니다. 생검 과정에서 체계적이고 무작위적인 샘플링 오류가 존재하며, 따라서 재발하거나 이전에 감지되지 않은 암이 놓칠 수 있기 때문이다.

## 호르몬 요법

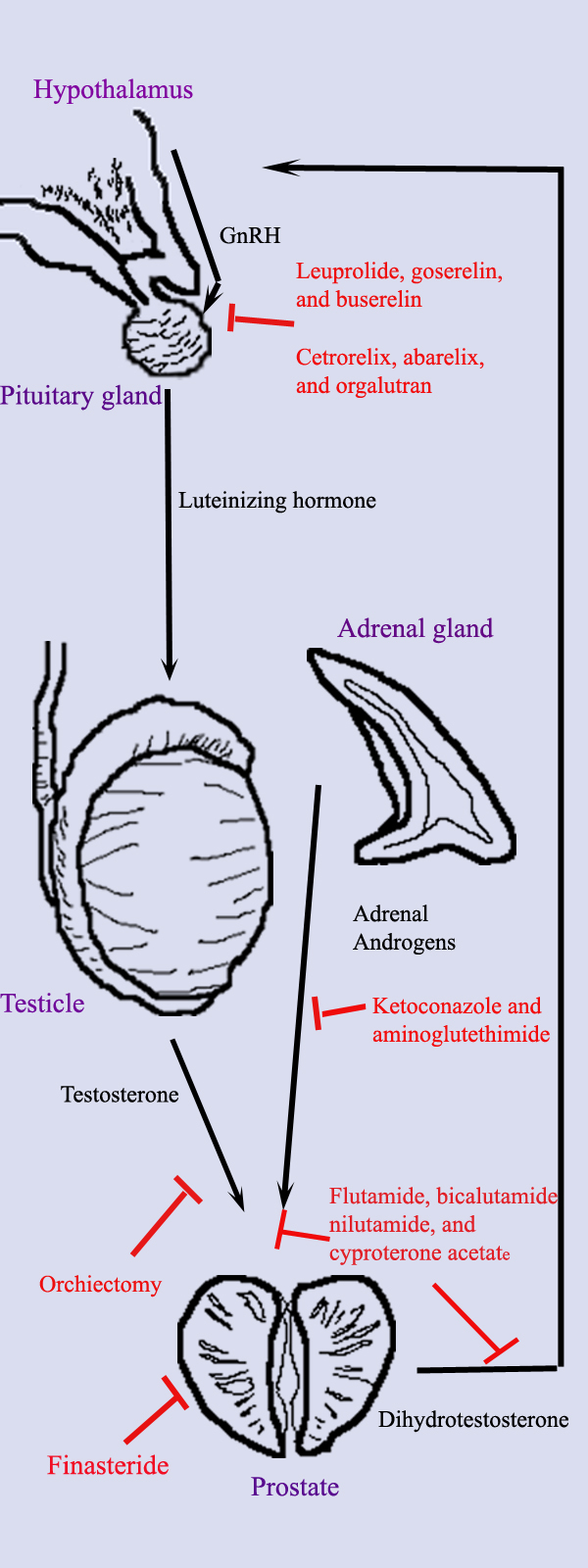
전립선암의 호르몬 요법. 이 도표는 호르몬 요법에서 중요한 다양한 장기(보라색 글씨), 호르몬(검정색 글씨와 화살표), 치료법(빨간색 글씨와 화살표)을 보여준다.

### 안드로겐 박탈 요법
호르몬 요법은 약물이나 외과적 수술을 사용하여 전립선암 세포가 다이하이드로테스토스테론(DHT)을 얻는 것을 차단한다. DHT는 전립선에서 생성되는 호르몬으로, 대부분의 전립선암 세포의 성장과 확산에 필요하다. DHT를 차단하면 종종 전립선암의 성장이 멈추거나 심지어 줄어든다. 그러나 호르몬 요법은 초기에는 호르몬 요법에 반응했던 암이 1~2년 후에 일반적으로 저항성을 가지게 되므로 전립선암을 거의 완치하지 못한다. 따라서 호르몬 요법은 일반적으로 암이 전립선에서 퍼졌을 때 사용된다. 또한 특정 남성이 방사선 치료나 외과적 수술을 받을 때 암 재발을 예방하기 위해 투여될 수도 있다.
전립선암에 대한 호르몬 요법은 DHT를 생산하는 신체의 경로를 목표로 한다. 고환, 시상하부, 뇌하수체, 부신, 전립선 간의 피드백 루프가 DHT의 혈중 수준을 조절한다. 첫째, 낮은 혈중 DHT 수준은 시상하부를 자극하여 생식샘자극호르몬 분비호르몬(GnRH)을 생산하게 한다. GnRH는 뇌하수체를 자극하여 황체형성호르몬(LH)을 생산하게 하고, LH는 고환을 자극하여 테스토스테론을 생산하게 한다. 마지막으로, 고환에서 분비되는 테스토스테론과 부신에서 분비되는 디하이드로에피안드로스테론은 전립선을 자극하여 더 많은 DHT를 생산하게 한다. 호르몬 요법은 이 경로의 어느 지점에서든 차단하여 DHT 수준을 감소시킬 수 있다.
호르몬 요법에는 여러 가지 형태가 있다.
- 고환절제술은 "거세"라고도 불리며, 고환을 제거하는 외과 수술이다. 고환이 신체 테스토스테론의 대부분을 만들기 때문에 고환절제술 후 테스토스테론 수치가 떨어진다. 이제 전립선은 DHT를 생산하는 테스토스테론 자극이 부족할 뿐만 아니라 DHT로 변환할 테스토스테론도 충분하지 않다. 고환절제술은 치료의 황금 표준으로 간주된다.[45]
- 항안드로겐은 플루타마이드, 닐루타마이드, 비칼루타마이드, 엔잘루타마이드, 아팔루타마이드, 시프로테론 아세테이트와 같이 전립선암 세포 내에서 테스토스테론과 DHT의 작용을 직접 차단하는 약물이다.
- 전이성, 호르몬 감수성 전립선암을 가진 남성의 경우, 의사들은 호르몬 요법에 탁세인 기반 화학요법(도세탁셀)을 추가할 것을 권장할 수 있다.[46] 이 조합은 암 확산을 늦춤으로써 전체 생존율과 암 특이 생존율을 향상시킬 가능성이 있다. 그러나 탁세인 기반 화학요법은 부작용 증가를 유발할 수 있다.[46]
- DHEA와 같은 부신 안드로겐 생성을 차단하는 약물에는 케토코나졸과 아미노글루테티미드가 있다. 부신은 신체 안드로겐의 약 5%만을 생성하므로, 이 약물은 일반적으로 고환에서 생성되는 95%의 안드로겐을 차단할 수 있는 다른 방법과 조합하여 사용된다. 이러한 조합 방법을 총 안드로겐 차단(TAB)이라고 한다. TAB은 항안드로겐을 사용해서도 달성할 수 있다.
- GnRH 작용은 두 가지 방법 중 하나로 중단될 수 있다. GnRH 길항제인 아바렐릭스와 데가렐릭스는 전뇌하수체에 직접 작용하여 LH 생성을 억제한다. GnRH 효능제인 류프로렐린과 고세렐린은 초기 자극 효과 후 하향 조절 과정을 통해 LH를 억제하며, 이는 초기 종양 증강을 유발할 수 있다. 초기 LH 서지 동안 종양 성장을 자극하는 것을 방지하기 위해 GnRH 효능제 투여 일주일 전과 삼주 후에 시프로테론 아세테이트와 같은 항안드로겐이 처방된다. 아바렐릭스와 데가렐릭스는 GnRH 길항제의 예이며, GnRH 효능제에는 류프로렐린, 고세렐린, 트립토렐린, 부세렐린이 포함된다. 처음에는 GnRH 효능제가 LH 생성을 증가시킨다. 그러나 약물의 지속적인 공급이 신체의 자연적인 생산 리듬과 일치하지 않기 때문에 몇 주 후에 LH와 GnRH 생산이 모두 감소한다.[47]
- 아비라테론 아세테이트는 2011년 4월 도세탁셀 요법에 실패한 환자의 거세 저항성 전립선암 치료제로 미국 식품의약국(FDA) 승인을 받았다. 아비라테론 아세테이트는 체내에서 테스토스테론을 생성하는 데 사용되는 효소인 CYP17을 억제한다.[48][49] 2020년 검토에 따르면 아비라테론 아세테이트가 호르몬 요법과 함께 사용될 때 전립선암 남성의 전체 생존율을 향상시키고, 이러한 약물로 인한 치료 중단으로 이어지는 심각하고 생명을 위협하는 부작용의 위험도 증가시킨다.[50]

가장 성공적인 호르몬 치료법은 고환절제술과 GnRH 효능제이다. 더 높은 비용에도 불구하고, GnRH 효능제는 미용적 및 정서적 이유로 고환절제술보다 종종 선택된다. 결국, 총 안드로겐 차단이 고환절제술이나 GnRH 효능제 단독 사용보다 더 나을 수 있다.
각 치료법은 특정 상황에서 사용을 제한하는 단점이 있다. 고환절제술은 저위험 수술이지만, 고환 제거의 심리적 영향은 상당할 수 있으며, 불임은 확실하다. 테스토스테론 상실은 열감, 체중 증가, 리비도 상실, 유방 비대(여성형유방증), 발기부전, 음경 위축, 골다공증을 유발할 수 있다. GnRH 효능제는 결국 고환절제술과 동일한 부작용을 유발하지만, 치료 초기에 증상이 더 심할 수 있다. GnRH 효능제를 처음 사용할 때, 테스토스테론 급증은 전이성 암으로 인한 골통증 증가로 이어질 수 있으므로, 이러한 부작용을 완화하기 위해 항안드로겐 또는 아바렐릭스가 종종 추가된다. 에스트로겐은 심혈관계 질환 및 혈전 위험을 증가시키므로 일반적으로 사용되지 않는다. 일반적으로 항안드로겐은 발기부전을 유발하지 않으며, 일반적으로 골밀도 및 근육량 손실이 적다. 케토코나졸은 장기간 사용 시 간 손상을 유발할 수 있으며, 아미노글루테티미드는 피부 발진을 유발할 수 있다.
호르몬 치료가 적절할 때, 의사들은 진단 직후 일찍 치료를 시작하거나 암이 성장하기 시작할 때까지 기다리도록 선택할 수 있다. 진행성 전립선암 환자의 경우 조기 호르몬 치료는 삶의 질에 심각한 영향을 미치지 않으면서 전립선암으로 인한 사망을 포함한 모든 원인으로 인한 사망 위험을 낮출 가능성이 있다. 그러나 조기 치료는 피로와 심장 약화를 증가시킬 수 있다.
2021년 JAMA 종양학 연구에 따르면, 전이성 거세 민감성 전립선암(mCSPC)에 대한 전신 치료의 무작위 임상 시험에서 결정된 효과와 안전성을 비교하는 것을 목표로 했다. 이 연구는 "ADT에 대한 추가 치료로서, 아비라테론 아세테이트와 아팔루타미드는 상대적으로 낮은 심각한 이상 반응(SAE) 위험과 함께 가장 큰 전체 생존 이점을 제공할 수 있다. 엔잘루타미드는 방사선학적 무진행 생존을 가장 크게 향상시킬 수 있지만, 엔잘루타미드와 관련된 전체 생존 이점을 확인하려면 더 긴 추적 관찰이 필요하다"는 것을 발견했다.

### 에스트로겐 요법
고용량 에스트로겐 요법은 전립선암 치료에 사용된다. 사용된 에스트로겐에는 디에틸스틸베스트롤, 포스페스트롤, 에티닐에스트라다이올, 에티닐에스트라다이올 설포네이트, 폴리에스트라디올 포스페이트, 에스트라디올 운데실레이트 및 이중 에스트로겐성 및 세포독성 약물인 에스트라무스틴 포스페이트가 포함된다. GTx-758과 같이 내약성과 안전성이 개선된 새로운 에스트로겐도 연구되었다. 에스트로겐은 항생식선 자극 효과를 통해 테스토스테론 수치를 거세 범위로 억제하고 성호르몬 결합 글로불린 수치를 증가시켜 유리 및 생체이용 가능한 테스토스테론 비율을 감소시키기 때문에 전립선암에 효과적이다. 에스트로겐은 또한 전립선에 직접적인 세포독성 효과를 가질 수 있다.
에스트로겐은 외과적 또는 의학적 거세와 비스테로이드성 항안드로겐을 통한 안드로겐 박탈 요법과 동등한 효과를 보였다. 또한, 에스트로겐은 열감을 예방하고, 골밀도를 보존하며, 일부 성적 관심을 유지하고, 삶의 질 이점이 있으며, 기존의 안드로겐 박탈 요법보다 훨씬 저렴하다. 그러나 에스트로겐은 여성화와 여성형유방증을 부작용으로 유발한다. 또한, 3~5mg/일 용량의 디에틸스틸베스트롤은 특히 이미 심혈관 시스템이 손상된 환자의 경우 심혈관 사망률을 증가시킬 수 있다. 1~2mg/일 용량의 디에틸스틸베스트롤은 건강한 심혈관 시스템을 가지고 있으며 저용량 아스피린을 동시에 복용하는 CRPC 환자에게 안전하고 효과적인 것으로 보인다. 가장 흔히 사용되는 에스트로겐인 경구 및 합성 에스트로겐(예: 디에틸스틸베스트롤 및 에티닐에스트라디올)은 심혈관 사망률을 증가시키지만, 특정 에스트로겐, 즉 생체동일성 주사 에스트로겐(예: 폴리에스트라디올 포스페이트 및 고용량 경피 에스트라디올)은 거의 또는 전혀 증가시키지 않는다. 이는 간 단백질 합성과 그에 따른 응고인자에 대한 에스트로겐 종류의 다양한 영향 정도에 기인한다.
틀:Estrogen dosages for prostate cancer

## 국소 치료

### 비가역적 전기천공법 (IRE)
비가역적 전기천공법(IRE)은 전립선암의 새로운 국소 치료법으로, 특히 전립선에 국한된 작은 종양에 적합하다. 요실금 및 발기부전과 같은 부작용을 유발할 수 있는 근치적 전립샘절제술이나 방사선 치료와 같은 전통적인 치료법과 달리, IRE는 암 조직을 정밀하게 표적화하고 주변의 비암성 구조를 보존하여 이러한 위험을 최소화하는 것을 목표로 한다.
21세기 초 임상에 도입된 IRE는 전기장을 이용하여 암세포의 세포막에 나노포어를 형성하여 세포사멸을 유도하며, 중요한 열 발생 없이 진행된다. 이러한 비열적 메커니즘은 주변 신경과 혈관을 보존하여 다른 치료 방식과 관련된 부수적 손상을 잠재적으로 줄이는 데 중요하다. 이러한 이점 때문에 IRE는 기존 치료법에 적합하지 않거나 기능적 결과를 우선시하는 환자에게 유용성을 위해 연구되고 있다.
현재까지 471건의 IRE 치료에 대한 후향적 평가를 포함한 연구들은 실현 가능성, 안전성, 독성 및 기능적 결과를 논의하며, IRE가 전립선암의 표준 치료법이자 진행된 T4 암의 문제 해결사가 될 수 있음을 시사한다. 잠재력을 고려할 때, IRE는 의학계가 전립선암 표준 치료 내에서 IRE의 위치를 확립하기 위해 노력하는 다기관 등록 시험(NCT02255890)을 포함한 지속적인 연구 대상이다.
장점에도 불구하고 IRE는 여전히 실험적인 치료법이며, 그 효능과 안전성 프로필을 완전히 이해하기 위해서는 더 크고 장기적인 연구가 필요하다. 다른 신흥 의료 치료법과 마찬가지로 환자 선택이 중요하며, IRE는 개별 환자의 치료 목표와 전반적인 건강이라는 더 넓은 맥락에서 고려되어야 한다.

### 광역동 치료
광역동 치료(PDT)는 전립선암 치료를 위한 새로운 국소 치료법으로, 전통적인 치료법에 대한 최소 침습적 대안을 제공한다. PDT는 감광제 투여를 포함하며, 이는 특정 유형의 빛에 노출되면 활성화된다. 활성화되면 이 물질은 반응성 산소 종을 생성하여 암세포를 선택적으로 파괴하고 주변 건강한 조직에 대한 손상을 최소화한다.
전립선암에 대한 PDT의 임상 적용은 특히 국소화된 저위험에서 중간위험 종양을 가진 환자에게 효능과 안전성 측면에서 잠재적인 이점을 입증했다. PDT는 전립선 내의 특정 부위를 표적화하는 장점을 제공하며, 이는 수술이나 방사선과 같은 더 침습적인 시술로 인해 종종 영향을 받는 요로 및 성 기능을 보존하는 데 도움이 될 수 있다.
이점에도 불구하고 전립선암에 대한 PDT는 임상 연구가 진행 중이며, 치료의 정밀도를 개선하고 적용을 확대하며 장기적인 결과를 확립하는 것을 목표로 한다. 연구자들은 전반적인 치료 효능을 높이기 위해 화학요법 및 면역요법과 같은 다른 치료법과의 PDT 통합을 계속 탐구하고 있다.
전반적으로 광역동 치료는 전립선암 관리에 있어 유망한 진전을 나타내며, 효능과 삶의 질 고려사항의 균형을 맞춘 치료 옵션을 제공한다.

### 전기화학요법
전기화학요법(ECT)은 전기 펄스와 화학요법을 결합하여 암세포의 약물 흡수를 향상시키는 상대적으로 새로운 암 치료 접근법이다. 주로 피부암 및 접근 가능한 종양 치료에 사용되지만, 전립선암에서의 적용은 여전히 실험적이며 임상 연구 중이다. 이 기술은 짧고 강한 전기 펄스를 적용하여 세포막의 투과성을 일시적으로 증가시켜 더 높은 농도의 화학요법 약물이 세포 내로 진입할 수 있도록 한다.
현재 전립선암에 대한 ECT는 임상 시험에만 국한되어 있으며, 아직 표준 치료 옵션으로 확립되지 않았다. 초기 연구에 따르면 ECT는 국소 전립선암 치료에 잠재적으로 효과적일 수 있으며, 수술 및 방사선 치료와 같은 전통적인 치료법에 대한 최소 침습적 대안을 제공하고 부작용이 더 적다. 그러나 이 접근법의 최적 프로토콜과 장기적인 효능을 결정하기 위해서는 더 많은 연구가 필요하다.
연구가 계속됨에 따라 전기화학요법은 전립선암 환자, 특히 덜 침습적인 치료 옵션을 찾거나 전통적인 치료법이 실패한 환자에게 새로운 희망을 제공할 수 있다. 임상 결과와 추가 연구는 전립선암 관리에 있어 ECT의 미래 역할을 결정할 것이다.

## 생활 양식 변화
전립선 비대는 방광을 완전히 비우기 어렵게 만들 수 있다. 방광에 잔뇨량이 남아 있는 이러한 상황은 방광염 및 방광 결석과 같은 합병증에 취약하며, 이는 전립선비대증 환자에게서도 흔히 발견된다. 증상이 있는 남성의 배뇨 자세를 바꾸는 것이 종종 제안되었으나, 연구 결과는 이질성을 보였다. 전립선 비대 환자와 건강한 남성을 대상으로 한 메타분석 결과, 잔뇨량의 상당한 감소가 나타났으며, 요류 속도 개선 및 배뇨 시간 감소 경향이 발견되었다. 자세 변경의 효과는 골반 근육의 이완에서 비롯되는 것으로 생각되며, 이는 서 있는 자세에서 수축하여 요역학에 영향을 미친다.
운동이 전립선암 환자에게 유익할 수 있다는 일부 증거가 있지만, 그 효과는 명확하지 않다.

## 재발성 질환
수술 또는 방사선 요법 후, PSA가 다시 상승하기 시작할 수 있으며, 이는 특정 PSA 수준(일반적으로 수술의 경우 0.1 또는 0.2 ng/ml)이 충족될 때 생화학적 재발이라고 한다. 수술 후 10년 추적 관찰에서 초기 위험 상태에 따라 생화학적 재발의 전체 위험은 30-50%이며, 구제 방사선 요법(SRT)이 유일한 완치 치료법이다. SRT는 종종 최대 2년간 안드로겐 박탈 요법과 병행하여 투여된다. 1987년에서 2013년 사이에 SRT로 치료받은 환자들을 대상으로 한 후향적 연구에 따르면, 2460명 중 56%가 5년 추적 관찰 후 생화학적 실패가 없었다. SRT 전 PSA가 0.2 미만이었던 환자들 중에서는 71%였다.

## 광범위 질환
진행성 전립선암에 대한 완화치료는 수명 연장과 전이성 질환 증상 완화에 중점을 둔다. 위에서 언급했듯이, 아비라테론은 진행성 전립선암 치료에서 유망한 결과를 보이고 있다. 이는 공격적인 진행성 전립선암 환자의 70%에서 PSA 수치와 종양 크기를 극적으로 감소시킨다. 화학요법은 질병 진행을 늦추고 증상을 늦추는 데 제공될 수 있다. 가장 흔히 사용되는 요법은 화학요법 약물인 도세탁셀과 코르티코스테로이드인 프레드니손을 병용하는 것이다. 한 연구에 따르면 프레드니손과 도세탁셀을 병용하는 치료는 미톡산트론과 프레드니손을 복용하는 환자의 16.5개월에서 도세탁셀 + 프레드니손을 복용하는 환자의 18.9개월로 수명을 연장했다. 졸레드론산과 같은 비스포스포네이트는 호르몬 불응성 전이성 전립선암 환자의 골절 또는 방사선 치료 필요성과 같은 골격 합병증을 지연시키는 것으로 나타났다. 조피고는 골 전이를 표적으로 하는 새로운 알파 방출 의약품이다. 2단계 시험에서는 환자 생존 시간 연장, 통증 감소 및 삶의 질 향상을 보여준다.
전이성 질환으로 인한 골통증은 모르핀 및 옥시코돈과 같은 오피오이드 진통제로 치료한다. 골전이를 직접 겨냥한 외부 방사선 치료는 통증 완화를 제공할 수 있다. 스트론튬-89, 인-32, 또는 사마륨-153과 같은 특정 방사성 동위원소 주사도 골전이를 표적으로 하며 통증 완화에 도움이 될 수 있다.
전립선암 및 골 전이가 있는 남성에게 졸레드론산 (비스포스포네이트)과 데노수맙 (RANK 리간드 억제제)은 골격 합병증 예방에 가장 효과적인 것으로 보인다. 그러나 이들 약물은 또한 졸레드론산 치료 시 콩팥 기능상실 및 데노수맙 치료 시 턱뼈괴사를 포함한 더 빈번하고 심각한 부작용을 유발하는 것으로 보인다.

## 대체 요법
적극적 감시나 확정적 치료에 대한 대안으로 다른 요법들도 전립선암 관리를 위해 연구되고 있다. 채식주의 식단(생선 허용), 규칙적인 운동, 스트레스 감소를 통해 국소 전립선암 환자의 PSA 수치가 낮아지는 것으로 나타났다. 이러한 결과는 2년간의 치료 후에도 지속되는 것으로 입증되었다. 그러나 이 연구는 채식주의 식단과 적극적 감시 또는 확정적 치료를 비교하지 않았으므로, 전립선암 치료에서 채식주의 식단의 비교 효능에 대해 언급할 수 없다.
다른 많은 단일 제제가 단기 시험에서 국소 암 환자의 PSA를 줄이거나 PSA 배가 시간을 늦추거나 이차 표지자에 유사한 효과를 보이는 것으로 나타났다. 예를 들어 석류 주스나 다양한 콩류에서 발견되는 이소플라본인 제니스테인 등이 있다.
여러 가지 약제를 함께 사용하는 것의 잠재력은 물론, 이를 생활 방식 변화와 결합하는 것은 아직 연구되지 않았다. 전립선암에 대한 자연적 접근법에 대한 더 철저한 검토가 발표되었다.
중성자는 전립선암 치료에 X선보다 우수하다고 밝혀졌다. 그 이유는 저산소성 세포(생존 가능할 정도의 산소 농도를 가지고 있지만 X선 방사선 감수성이 있을 만큼은 아닌 세포)와 산소 결핍 세포를 포함하는 종양은 X선에 의한 사멸에 저항하기 때문이다. 따라서 중성자의 낮은 산소 증강비 (OER)는 이점을 제공한다. 또한 중성자는 느리게 성장하는 종양에 대해 X선보다 높은 상대적 생물학적 효과 (RBE)를 가지므로 종양 세포 사멸에 이점을 제공한다.

### 예방
셀레늄도 비타민 E도 전립선암 예방에 효과적이지 않은 것으로 밝혀졌다.

## 트레이드오프
트레이드오프 딜레마는 특정 치료법에 대한 생존 및 삶의 질 측면에서 예상되는 이점과 해로운 효과 사이의 선택을 의미한다. 전립선암 치료에서 이러한 트레이드오프의 예로는 비뇨기 및 장 증상, 그리고 성기능 감소가 포함된다. 이러한 증상이 얼마나 흔하고 그들이 유발하는 고통은 치료 유형과 개인에 따라 달라진다.
한 가지 선택은 완치 치료를 받지 않음으로써 성기능을 그대로 유지하는 대신 예상 수명 연장의 가능성과 트레이드오프하는 것이다. 이 선택에는 트레이드오프가 포함되므로, 환자와 의사가 확립된 치료 이점과 부작용에 대한 정보에 접근하는 것이 중요하다. 스웨덴 연구에 따르면 이러한 종류의 트레이드오프를 기꺼이 하려는 의지는 남성마다 상당히 달랐다. 임상적으로 국소화된 전립선암에 대한 현재의 치료 이점 지식을 고려할 때, 10명 중 6명은 기대 수명과 온전한 성기능 간의 트레이드오프를 고려할 의사가 있었지만, 10명 중 4명은 성기능 감소 위험에 관계없이 어떤 상황에서도 치료를 선택할 것이라고 밝혔다. 이러한 의사 결정을 위해서는 유효한 경험적 정보에 대한 접근이 매우 중요하다. 여기서 핵심 요소는 질병에 대한 개인의 감정, 정서적 가치, 종교적 신념이다. 상당수의 환자와 의사는 암 진단으로 인한 스트레스에 더해 다양한 치료 옵션과 치료 부작용 간의 트레이드오프를 판단하는 데 스트레스를 경험하는데, 이는 전립선암 환자 10명 중 8명이 배우자 외에는 의지할 사람이 없고 5명 중 1명은 완전한 감정적 고립 상태에서 생활한다는 점에서 더욱 악화되는 상황이다.
미국 비뇨기과 협회(AUA), 미국 방사선 종양학회(ASTRO), 비뇨기 종양학회(SUO)는 국소 전립선암 환자와의 공동 의사 결정을 위한 공동 지침을 발표하여 환자들이 이러한 결정을 내리는 데 도움이 되도록 했다. 2017년 문헌의 체계적 검토는 대부분의 전립선암 연구가 생존 지향적인 치료 옵션에 초점을 맞추는 반면, 비교 효과 치료와 관련된 환자 중심 결과는 거의 평가되지 않았다는 것을 발견했다.

## 같이 보기
전립선암#연구